# Контарини, Джованни Маттео
Не путать с итальянским художником позднего Ренессанса Джованни Контарини (1549—1605)
Джованни Маттео Контарини (англ. Giovanni Matteo Contarini; умер в 1507 году) — итальянский картограф из знатного венецианского рода Контарини.
Контарини составил знаменитую карту мира, выгравированную Франческо Росселли, которая чаще всего датируется 1506 годом. Планисфера Контарини является старейшей сохранившейся печатной картой, изображающей некоторую часть Американского континента. Единственная известная сохранившаяся копия находится в Британской библиотеке. В 1507 году вышла аналогичная карта Иоганна Рюйша.
В 1924 году сэр Джон Абрахам Якоб де Вильерс опубликовал факсимильное издание карты Контарини.